# Ramón Iglesias y Navarri

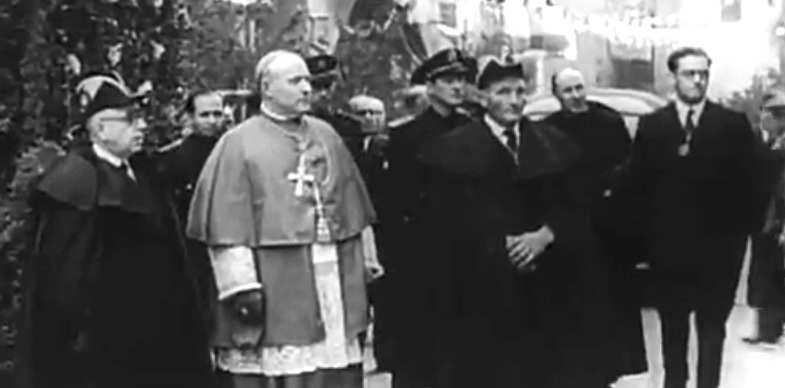
Entrada en Andorra como príncipe, 1942

Ramón Iglesias y Navarri nacido en Durro (Valle de Bohí, Lérida, España el 28 de enero de 1889 - 31 de marzo de 1972) fue el Obispo de Urgel y  copríncipe episcopal de Andorra a partir de 4 de abril de 1943, hasta el 29 de abril de 1969. Fue ordenado sacerdote el 14 de julio de 1912, a la edad de 23 años.
| Predecesor: Justino Guitart y Vilardebó | Obispo de Urgel Copríncipe de Andorra 1942 - 1969 | Sucesor: Ramón Malla Call |